# Династія Прадиота
Династія Прадиота — стародавня індійська династія, що правила князівством Аванті (сучасний штат Мадх'я-Прадеш), хоча більшість Пуран вказують на те, що династія успадкувала трон Маґадги від представників династії Бріхадратха.

## Історія
Відповідно до Ваю-Пурани авантійські Прадиоти завоювали Маґадгу та правили царством близько 138 років (799—684 до н. е.). Палака, син авантіського царя Прадиоти, завоював Косамбі. Після витіснення з Маґадги Прадиоти продовжували правити в Аванті, поки князівство не було завойовано царем Шайшунагою, який переміг останнього правителя з династії Прадиота Нандівардхану а також повалив династію Хар'янта 413 року до н. е.

## Правителі династії
- Прадиота Махасена
- Палака
- Вісакхаюпа
- Аджака
- Варттівардхана